# 2018年冬季残疾人奥林匹克运动会德国代表团
2018年冬季残疾人奥林匹克运动会德国代表团是德国派出的2018年冬季残疾人奥林匹克运动会代表团。获得7枚金牌、8枚银牌和4枚铜牌。